# Rusia en la Copa Mundial de Fútbol de 2018
La selección de Rusia fue uno de los 32 equipos participantes en la Copa Mundial de Fútbol de 2018, torneo que se llevó a cabo del 14 de junio al 15 de julio en el mismo país.
Por ser el anfitrión del torneo fue el primer equipo en clasificarse al certamen. Esta fue su decimoprimera participación en mundiales y segunda consecutiva desde Brasil 2014.
El sorteo de la fase final del mundial determinó que Rusia, designado al grupo A con antelación por ser el país anfitrión. Compartió su grupo con Arabia Saudita, Egipto y Uruguay.

## Participación

### Lista de convocados
Técnico:  Stanislav Cherchésov
| No. | Pos. | Jugador             | Fecha de nacimiento (edad)         | Apa. | Goles | Club                     |
| --- | ---- | ------------------- | ---------------------------------- | ---- | ----- | ------------------------ |
| 1   | POR  | Ígor Akinféyev      | 8 de abril de 1986 (32 años)       | 106  | 0     | CSKA Moscú               |
| 2   | DEF  | Mário Fernandes     | 19 de septiembre de 1990 (27 años) | 5    | 0     | CSKA Moscú               |
| 3   | DEF  | Iliá Kutépov        | 29 de julio de 1993 (24 años)      | 7    | 0     | Spartak de Moscú         |
| 4   | DEF  | Serguéi Ignashévich | 14 de julio de 1979 (38 años)      | 122  | 8     | CSKA Moscú               |
| 5   | DEF  | Andréi Semiónov     | 24 de marzo de 1989 (29 años)      | 6    | 0     | Ajmat Grozni             |
| 6   | MED  | Denís Chéryshev     | 26 de diciembre de 1990 (27 años)  | 11   | 0     | Villarreal               |
| 7   | MED  | Daler Kuziáyev      | 15 de enero de 1993 (25 años)      | 6    | 0     | Zenit de San Petersburgo |
| 8   | MED  | Yuri Gazinski       | 20 de julio de 1989 (28 años)      | 6    | 0     | Krasnodar                |
| 9   | MED  | Alán Dzagóyev       | 17 de junio de 1990 (27 años)      | 57   | 9     | CSKA Moscú               |
| 10  | DEL  | Fiódor Smólov       | 9 de febrero de 1990 (28 años)     | 32   | 12    | Krasnodar                |
| 11  | MED  | Román Zobnin        | 11 de febrero de 1994 (24 años)    | 12   | 0     | Spartak de Moscú         |
| 12  | POR  | Andréi Luniov       | 13 de noviembre de 1991 (26 años)  | 3    | 0     | Zenit de San Petersburgo |
| 13  | DEF  | Fiódor Kudriashov   | 5 de abril de 1987 (31 años)       | 19   | 0     | Rubin Kazán              |
| 14  | DEF  | Vladímir Granat     | 22 de mayo de 1987 (31 años)       | 12   | 1     | Rubin Kazán              |
| 15  | MED  | Alekséi Miranchuk   | 17 de octubre de 1995 (22 años)    | 18   | 4     | Lokomotiv Moscú          |
| 16  | MED  | Anton Miranchuk     | 17 de octubre de 1995 (22 años)    | 6    | 0     | Lokomotiv Moscú          |
| 17  | MED  | Aleksandr Golovín   | 30 de mayo de 1996 (22 años)       | 19   | 2     | CSKA Moscú               |
| 18  | DEF  | Yuri Zhirkov        | 20 de agosto de 1983 (34 años)     | 84   | 2     | Zenit de San Petersburgo |
| 19  | MED  | Aleksandr Samédov   | 19 de julio de 1984 (33 años)      | 48   | 7     | Spartak de Moscú         |
| 20  | POR  | Vladímir Gabúlov    | 19 de octubre de 1983 (34 años)    | 10   | 0     | Club Brujas              |
| 21  | MED  | Aleksandr Yerojin   | 13 de octubre de 1989 (28 años)    | 17   | 0     | Zenit de San Petersburgo |
| 22  | DEL  | Artiom Dziuba       | 22 de agosto de 1988 (29 años)     | 23   | 11    | Arsenal Tula             |
| 23  | DEF  | Ígor Smólnikov      | 8 de agosto de 1988 (29 años)      | 27   | 0     | Zenit de San Petersburgo |

### Fase de grupos
| Selección      | Pts | PJ | PG | PE | PP | GF | GC | Dif |
| -------------- | --- | -- | -- | -- | -- | -- | -- | --- |
| Uruguay        | 9   | 3  | 3  | 0  | 0  | 5  | 0  | +5  |
| Rusia          | 6   | 3  | 2  | 0  | 1  | 8  | 4  | +4  |
| Arabia Saudita | 3   | 3  | 1  | 0  | 2  | 2  | 7  | -5  |
| Egipto         | 0   | 3  | 0  | 0  | 3  | 2  | 6  | -4  |

#### Rusia vs. Arabia Saudita
| 14 de junio de 2018, 18:00 (UTC+3) | Rusia                                                           | 5:0 (2:0) | Arabia Saudita | Estadio Olímpico Luzhnikí, Moscú                          |                                                           |
|                                    | Gazinski 12' · Chéryshev 43' 90+1' · Dziuba 71' · Golovin 90+4' | Reporte   |                | Asistencia: 78 011 espectadores Árbitro(s): Néstor Pitana | Asistencia: 78 011 espectadores Árbitro(s): Néstor Pitana |

|  |  |

| GK                   | 1  | Ígor Akinféyev      |     |     |
| RB                   | 2  | Mário Fernandes     |     |     |
| CB                   | 3  | Iliá Kutépov        |     |     |
| CB                   | 4  | Serguéi Ignashévich |     |     |
| LB                   | 18 | Yuri Zhirkov        |     |     |
| CM                   | 8  | Yuri Gazinski       |     |     |
| CM                   | 11 | Román Zobnin        |     |     |
| RW                   | 19 | Aleksandr Samédov   |     | 64' |
| AM                   | 9  | Alan Dzagoev        |     | 24' |
| LW                   | 17 | Aleksandr Golovin   | 88' |     |
| CF                   | 10 | Fiódor Smólov       |     | 70' |
| Cambios:             |    |                     |     |     |
| MF                   | 6  | Denís Chéryshev     |     | 24' |
| MF                   | 7  | Daler Kuziáyev      |     | 64' |
| FW                   | 22 | Artiom Dziuba       |     | 70' |
| Entrenador:          |    |                     |     |     |
| Stanislav Cherchésov |    |                     |     |     |

| GK                 | 1  | Abdullah Al-Mayouf  |       |     |
| RB                 | 6  | Mohammed Al-Breik   |       |     |
| CB                 | 3  | Osama Hawsawi       |       |     |
| CB                 | 5  | Omar Hawsawi        |       |     |
| LB                 | 13 | Yasser Al-Shahrani  |       |     |
| DM                 | 7  | Salman Al-Faraj     |       |     |
| CM                 | 14 | Abdullah Otayf      |       | 64' |
| CM                 | 17 | Taisir Al-Jassim    | 90+3' |     |
| RW                 | 18 | Salem Al-Dawsari    |       |     |
| LW                 | 8  | Yahya Al-Shehri     |       | 72' |
| CF                 | 10 | Mohammad Al-Sahlawi |       | 85' |
| Cambios:           |    |                     |       |     |
| FW                 | 19 | Fahad Al-Muwallad   |       | 64' |
| MF                 | 9  | Hattan Bahebri      |       | 72' |
| FW                 | 20 | Muhannad Assiri     |       | 85' |
| Entrenador:        |    |                     |       |     |
| Juan Antonio Pizzi |    |                     |       |     |

| Jugador del Partido: Denis Cheryshev Árbitros asistentes: Hérnan Maidana Juan Pablo Bellati Cuarto árbitro: Sandro Ricci Quinto árbitro: Emerson de Carvalho Árbitro asistente de video: Massimiliano Irrati Árbitros asistentes del árbitro asistente de video: Mauro Vigliano Carlos Astroza Daniele Orsato |

#### Rusia vs. Egipto
| 19 de junio de 2018, 21:00 (UTC+3) | Rusia                                         | 3:1 (0:0) | Egipto           | Zenit Arena, San Petersburgo                                |                                                             |
|                                    | Fathy 47' (a.g.) · Chéryshev 59' · Dziuba 62' | Reporte   | Salah 73' (pen.) | Asistencia: 64 468 espectadores Árbitro(s): Enrique Cáceres | Asistencia: 64 468 espectadores Árbitro(s): Enrique Cáceres |

|  |  |

| GK                   | 1  | Ígor Akinféyev      |     |     |
| RB                   | 2  | Mário Fernandes     |     |     |
| CB                   | 3  | Iliá Kutépov        |     |     |
| CB                   | 4  | Serguéi Ignashévich |     |     |
| LB                   | 18 | Yuri Zhirkov        |     | 86' |
| CM                   | 11 | Román Zobnin        |     |     |
| CM                   | 8  | Yuri Gazinski       |     |     |
| RW                   | 19 | Aleksandr Samédov   |     |     |
| AM                   | 17 | Aleksandr Golovín   |     |     |
| LW                   | 6  | Denís Chéryshev     |     | 74' |
| CF                   | 22 | Artiom Dziuba       |     | 79' |
| Cambios:             |    |                     |     |     |
| MF                   | 7  | Daler Kuziáyev      |     | 74' |
| FW                   | 10 | Fiódor Smólov       | 84' | 79' |
| DF                   | 13 | Fiódor Kudriashov   |     | 86' |
| Entrenador:          |    |                     |     |     |
| Stanislav Cherchésov |    |                     |     |     |

| GK           | 23 | Mohamed El-Shenawy  |     |     |
| RB           | 7  | Ahmed Fathy         |     |     |
| CB           | 2  | Ali Gabr            |     |     |
| CB           | 6  | Ahmed Hegazi        |     |     |
| LB           | 13 | Mohamed Abdel-Shafy |     |     |
| CM           | 8  | Tarek Hamed         |     |     |
| CM           | 17 | Mohamed Elneny      |     | 64' |
| RW           | 10 | Mohamed Salah       |     |     |
| AM           | 19 | Abdallah Said       |     |     |
| LW           | 21 | Trézéguet           | 57' | 68' |
| CF           | 9  | Marwan Mohsen       |     | 82' |
| Cambios:     |    |                     |     |     |
| FW           | 22 | Amr Warda           |     | 64' |
| FW           | 14 | Ramadan Sobhi       |     | 68' |
| FW           | 11 | Kahraba             |     | 82' |
| Entrenador:  |    |                     |     |     |
| Héctor Cúper |    |                     |     |     |

| Jugador del Partido: Denis Cheryshev Árbitros asistentes: Eduardo Cardozo Juan Zorrilla Cuarto árbitro: Cüneyt Çakır Quinto árbitro: Bahattin Duran Árbitro asistente de video: Massimiliano Irrati Árbitros asistentes del árbitro asistente de video: Mauro Vigliano Carlos Astroza Szymon Marciniak |

#### Uruguay vs. Rusia
| 25 de junio de 2018, 18:00 (UTC+4) | Uruguay                                        | 3:0 (2:0) | Rusia | Samara Arena, Samara                                        |                                                             |
|                                    | Suárez 10' · Chéryshev 23' (a.g.) · Cavani 90' | Reporte   |       | Asistencia: 41 970 espectadores Árbitro(s): Malang Diedhiou | Asistencia: 41 970 espectadores Árbitro(s): Malang Diedhiou |

|  |  |

| GK            | 1  | Fernando Muslera       |     |       |
| CB            | 19 | Sebastián Coates       |     |       |
| CB            | 3  | Diego Godín            |     |       |
| CB            | 22 | Martín Cáceres         |     |       |
| DM            | 14 | Lucas Torreira         |     |       |
| CM            | 15 | Matías Vecino          |     |       |
| CM            | 6  | Rodrigo Bentancur      | 59' | 63'   |
| RW            | 8  | Nahitan Nández         |     | 73'   |
| LW            | 17 | Diego Laxalt           |     |       |
| CF            | 9  | Luis Suárez            |     |       |
| CF            | 21 | Edinson Cavani         |     | 90+3' |
| Cambios:      |    |                        |     |       |
| MF            | 10 | Giorgian De Arrascaeta |     | 63'   |
| MF            | 7  | Cristian Rodríguez     |     | 73'   |
| FW            | 18 | Maxi Gómez             |     | 90+3' |
| Entrenador:   |    |                        |     |       |
| Óscar Tabárez |    |                        |     |       |

| GK                   | 1  | Ígor Akinféyev      |          |     |
| RB                   | 23 | Ígor Smólnikov      | 27', 36' |     |
| CB                   | 3  | Iliá Kutépov        |          |     |
| CB                   | 4  | Serguéi Ignashévich |          |     |
| LB                   | 13 | Fiódor Kudriashov   |          |     |
| CM                   | 11 | Román Zobnin        |          |     |
| CM                   | 8  | Yuri Gazinski       | 9'       | 46' |
| RW                   | 19 | Aleksandr Samédov   |          |     |
| AM                   | 15 | Alekséi Miranchuk   |          | 60' |
| LW                   | 6  | Denís Chéryshev     |          | 38' |
| CF                   | 22 | Artiom Dziuba       |          |     |
| Cambios:             |    |                     |          |     |
| DF                   | 2  | Mário Fernandes     |          | 38' |
| MF                   | 7  | Daler Kuziáyev      |          | 46' |
| FW                   | 10 | Fiódor Smólov       |          | 60' |
| Entrenador:          |    |                     |          |     |
| Stanislav Cherchésov |    |                     |          |     |

| Jugador del Partido: Luis Suárez Árbitros asistentes: Djibril Camara El Hadji Samba Cuarto árbitro: Bamlak Tessema Weyesa Quinto árbitro: Hasan Al Mahri Árbitro asistente de video: Clément Turpin Árbitros asistentes del árbitro asistente de video: Paweł Gil Cyril Gringore Daniele Orsato |

### Octavos de final

#### España vs. Rusia
| 1 de julio de 2018 | España                                 | 1:1 (1:1, 1:1) (t. s.)(3:4 p.) | Rusia                                      | Estadio Olímpico Luzhnikí, Moscú                          |                                                           |
| 17:00 MSK (UTC+3)  | Ignashévich 12' (a.g.)                 | Reporte                        | Dziuba 41' (pen.)                          | Asistencia: 78 011 espectadores Árbitro(s): Björn Kuipers | Asistencia: 78 011 espectadores Árbitro(s): Björn Kuipers |
|                    |                                        | Tiros desde el punto penal     |                                            |                                                           |                                                           |
|                    | Iniesta · Piqué · Koke · Ramos · Aspas |                                | Smólov · Ignashévich · Golovín · Chéryshev |                                                           |                                                           |

|  |  |

| POR             | 1  | David de Gea    |     |      |
| DEF             | 4  | Nacho           | 70' |      |
| DEF             | 3  | Gerard Piqué    | 40' |      |
| DEF             | 15 | Sergio Ramos    |     |      |
| DEF             | 18 | Jordi Alba      |     |      |
| MED             | 8  | Koke            |     |      |
| MED             | 5  | Sergio Busquets |     |      |
| MED             | 20 | Marco Asensio   |     | 104' |
| MED             | 22 | Isco            |     |      |
| MED             | 21 | David Silva     | 67' |      |
| DEL             | 19 | Diego Costa     | 80' |      |
| Cambios:        |    |                 |     |      |
| MED             | 6  | Andrés Iniesta  |     | 67'  |
| DEF             | 2  | Dani Carvajal   |     | 70'  |
| DEL             | 17 | Iago Aspas      |     | 80'  |
| DEL             | 9  | Rodrigo         |     | 104' |
| Entrenador:     |    |                 |     |      |
| Fernando Hierro |    |                 |     |      |

| POR                  | 1  | Ígor Akinféyev      |     |
| DEF                  | 2  | Mário Fernandes     |     |
| DEF                  | 3  | Iliá Kutépov        | 54' |
| DEF                  | 4  | Serguéi Ignashévich |     |
| DEF                  | 18 | Yuri Zhirkov        | 46' |
| DEF                  | 13 | Fiódor Kudriashov   |     |
| MED                  | 7  | Daler Kuziáyev      | 97' |
| MED                  | 11 | Román Zobnin        |     |
| MED                  | 19 | Aleksandr Samédov   | 61' |
| DEL                  | 17 | Aleksandr Golovín   |     |
| DEL                  | 22 | Artiom Dziuba       | 65' |
| Cambios:             |    |                     |     |
| DEF                  | 14 | Vladímir Granat     | 46' |
| MED                  | 6  | Denís Chéryshev     | 61' |
| DEL                  | 10 | Fiódor Smólov       | 65' |
| MED                  | 21 | Aleksandr Yerojin   | 97' |
| Entrenador:          |    |                     |     |
| Stanislav Cherchésov |    |                     |     |

| Jugador del Partido: Ígor Akinféyev Árbitros asistentes: Sander van Roekel Erwin Zeinstra Cuarto árbitro: Clément Turpin Árbitro asistente de video: Danny Makkelie Árbitros asistentes del árbitro asistente de video: Mark Borsch Paweł Gil Felix Zwayer |

### Cuartos de final

#### Rusia vs. Croacia
| 7 de julio de 2018 | Rusia                                                    | 2:2 (1:1, 1:1) (t. s.)(1:1 t. s.)(3:4 p.) | Croacia                                      | Estadio Fisht, Sochi                                     |                                                          |
| 21:00 MSK (UTC+3)  | Chéryshev 31' · Fernandes 115'                           | Reporte                                   | Kramarić 40' · Vida 101'                     | Asistencia: 44 287 espectadores Árbitro(s): Sandro Ricci | Asistencia: 44 287 espectadores Árbitro(s): Sandro Ricci |
|                    |                                                          | Tiros desde el punto penal                |                                              |                                                          |                                                          |
|                    | Smólov · Dzagóyev · Fernandes · Ignashévich · Kuziáyev · |                                           | Brozović · Kovačić · Modrić · Vida · Rakitić |                                                          |                                                          |

| Rusia | Croacia |

| POR                  | 1  | Ígor Akinféyev      |      |      |
| DEF                  | 2  | Mário Fernandes     |      |      |
| DEF                  | 3  | Iliá Kutépov        |      |      |
| DEF                  | 4  | Serguéi Ignashévich |      |      |
| DEF                  | 13 | Fiódor Kudriashov   |      |      |
| MED                  | 7  | Daler Kuziáyev      |      |      |
| MED                  | 11 | Román Zobnin        |      |      |
| MED                  | 19 | Aleksandr Samédov   |      | 54'  |
| MED                  | 17 | Aleksandr Golovín   |      | 102' |
| MED                  | 6  | Denís Chéryshev     |      | 67'  |
| DEL                  | 22 | Artiom Dziuba       |      | 79'  |
| Cambios:             |    |                     |      |      |
| MED                  | 21 | Aleksandr Yerojin   |      | 54'  |
| MED                  | 10 | Fiódor Smólov       |      | 67'  |
| MED                  | 8  | Yuri Gazinski       | 109' | 79'  |
| MED                  | 9  | Alán Dzagóyev       |      | 102' |
| Entrenador:          |    |                     |      |      |
| Stanislav Cherchésov |    |                     |      |      |

| POR          | 23 | Danijel Subašić  |      |     |
| DEF          | 2  | Šime Vrsaljko    |      | 97' |
| DEF          | 6  | Dejan Lovren     | 35'  |     |
| DEF          | 21 | Domagoj Vida     | 101' |     |
| DEF          | 3  | Ivan Strinić     | 38'  | 74' |
| MED          | 7  | Ivan Rakitić     |      |     |
| MED          | 10 | Luka Modrić      |      |     |
| MED          | 18 | Ante Rebić       |      |     |
| DEL          | 9  | Andrej Kramarić  |      | 88' |
| MED          | 4  | Ivan Perišić     |      | 63' |
| DEL          | 17 | Mario Mandžukić  |      |     |
| Cambios:     |    |                  |      |     |
| MED          | 11 | Marcelo Brozović |      | 63' |
| DEF          | 22 | Josip Pivarić    | 114' | 74' |
| MED          | 8  | Mateo Kovačić    |      | 88' |
| DEF          | 5  | Vedran Ćorluka   |      | 97' |
| Entrenador:  |    |                  |      |     |
| Zlatko Dalić |    |                  |      |     |

| Jugador del partido: Luka Modrić Árbitros asistentes: Emerson de Carvalho Marcelo Van Gasse Cuarto árbitro: Janny Sikazwe Quinto árbitro: Jerson Dos Santos Árbitro asistente de video: Massimiliano Irrati Árbitros asistentes del árbitro asistente de video: Roberto Díaz Wilton Sampaio Paolo Valeri |